# Open Software License
Ліцензія на відкрите ПЗ (OSL) є ліцензією на ПЗ, створеною Лоуренсом Розеном. Open Source Initiative (OSI) сертифікувала її як відкриту вихідну ліцензію.
Проект Debian оцінив версію 1.1 , як несумісну з Критеріями Debian визначення вільного ПЗ (DFSG).
Багато людей у спільнотах безкоштовного/відкритого програмного забезпечення, відчувають, що патенти на програмне забезпечення є шкідливими для програмного забезпечення, особливо для програм з відкритим серцевим кодом. OSL намагається протидіяти цьому, створюючи пул програмного забезпечення, яке можуть використати користувачі, які не шкодить цьому ПЗ, обтяжуючи його судовим процесом.

## Головні особливості

### Патентна стаття про припинення дії патенту
OSL має статтю про зупинення дії патенту, для відмови користувачів від подачі запитів про порушення патентних прав.

### Гарантія походження
Інша ціль OSL: гарантування походження.

## Порівняння з LGPL/GPL
OSL створено подібним до LGPL. Визначення Похідних Робіт у OSL не включає зв'язування з програмним забезпеченням/бібліотеками OSL: таке програмне забезпечення, яке просто зв'язується з програмним забезпеченням під OSL, не потрапляє під дії ліцензії OSL.
OSL не сумісний з GPL. Тобто, OSL має бути юридично сильнішим за GPL, але на-відміну від GPL, OSL ніколи не перевірявся в суді і широко не використовується.

### Згода на ліцензію
У своєму аналізі OSL Фонд Вільного програмного забезпечення стверджує, що розповсюдження програмного забезпечення OSL на звичайні сайти FTP, пересилання виправлень у звичайні списки розсилки, або зберігання програмного забезпечення у звичайній системі управління версій, можуть бути порушенням ліцензії і може призвести до можливого завершення ліцензії.

### Розповсюдження
Головна відмінність OSL від GPL це можливі обмеження на розповсюдження.

### Патентна стаття про зупинення дій
Ця стаття є ще однією відмінністю між OSL і GPL.
- Похідні праці повинні поширюватися згідно тієї ж ліцензії. (§ 1c)
- Праці повинні поширюватися з текстом серцевого коду, або має бути доступ до нього. (§ 3)
- Ніяких обмежень на збір коштів для програм, на які поширюється ліцензія, але серцевий код має бути включеним або надаватися за відповідну оплату. (§ 3)
- Поширювані праці, на які поширюється ліцензія, повинні включати дослівну копію ліцензії. (§ 16)

## Відкрите програмне забезпечення, яке використовує OSL
- NUnitLite [Архівовано 22 травня 2008 у Wayback Machine.], полегшена NUnit
- Magento
- Prestashop
- Sparse